# Ermida de Nossa Senhora da Piedade (Odemira)
A Ermida de Nossa Senhora da Piedade, também conhecida como Santuário de Nossa Senhora da Piedade ou Capela da Senhora da Piedade, é um monumento religioso na vila da Odemira, na região do Alentejo, em Portugal. Foi construída entre os finais do século XIX, e os princípios do século XX, para substituir a antiga Ermida de Santa Maria, situada junto ao Rio Mira. É o ponto central de uma famosa romaria em honra de Nossa Senhora da Piedade, padroeira de Odemira.

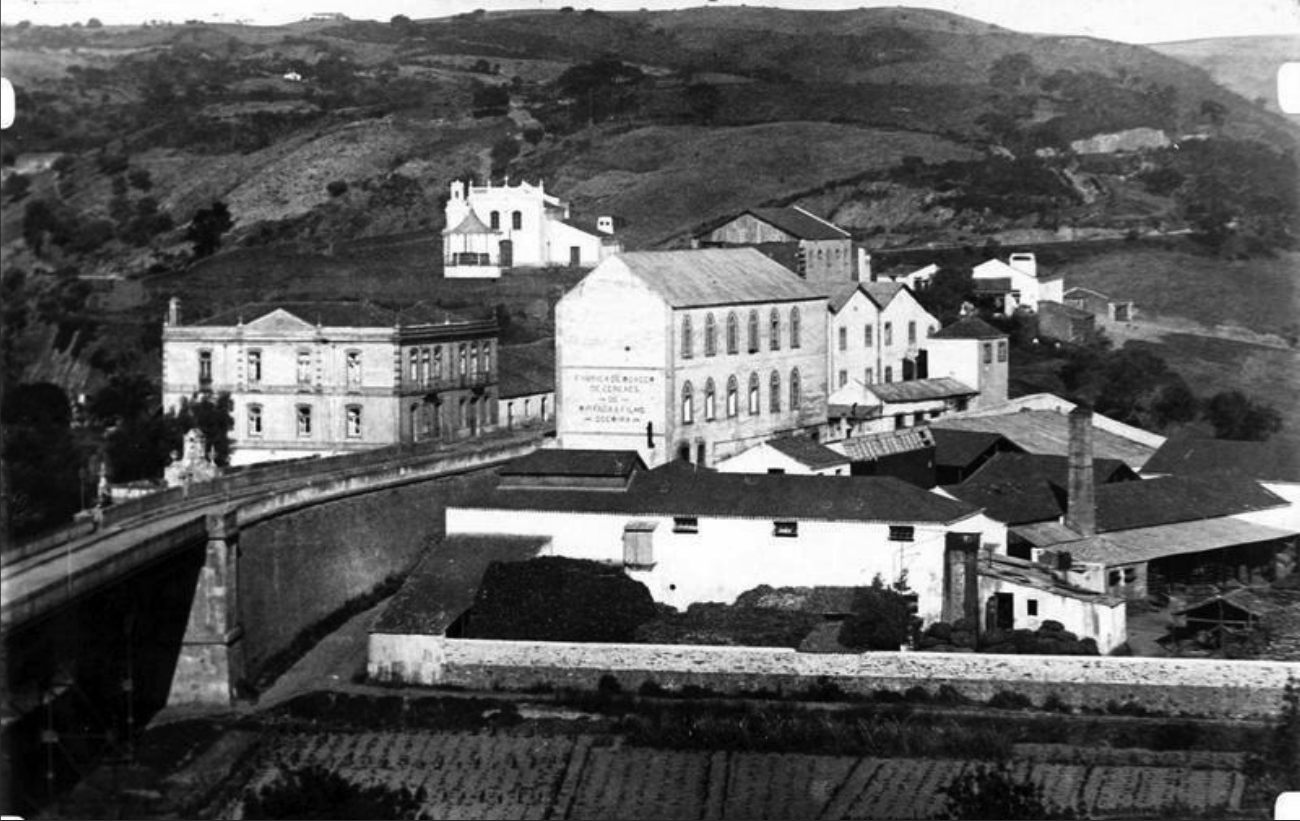
Zona Ocidental de Odemira em 1898, sendo visível a ermida no lado esquerdo, com o coreto em frente.

## Descrição
O imóvel situa-se numa colina na margem Sul do Rio Mira, nas imediações da vila de Odemira, e a cerca de quinhentos metros da ponte sobre o Rio Mira. Integra-se na área protegida do Parque Natural do Sudoeste Alentejano e Costa Vicentina.
A ermida apresenta uma mistura de influências, possuindo traços vernaculares, em combinação com elementos neorrococós, neobarrocos e oitocentistas. Tem uma planta de forma longitudinal e escalonada, com uma nave, a capela-mor com sacristia, uma torre sineira, um compartimento denominado de casa dos milagres, uma antiga casa para eremitas, uma garagem, e diversos anexos. A influência neobarroca é visível na planimetria do edifício e na composição dos seus alçados. No adro encontra-se igualmente um coreto. As coberturas são diferenciadas, sendo as correspondentes à nave, garagem e lavabos de duas águas, enquanto que as restantes são de uma só água. A fachada principal do edifício está virada para oriente, e tem um só pano ladeado por pilastras, e embasamento pintado, onde se situa uma escadaria para o portal. Este é de verga curva e tem moldura em cantaria, com dois janelões no topo, que são por seu turno encimados por um óculo cego, de forma oval. A fachada termina numa balaustrada em três partes, com a central em empena curva, sendo o conjunto sobrepujado por uma cruz central e quatro urnas. No canto Sudeste encontra-se a torre sineira, de planta quadrangular, com os panos ladeados por pilastras, enquanto que no corpo superior abre-se um olhal com arco de volta perfeita, sendo a torre rematada por uma cúpula bulbosa.
A ermida tem uma só nave, com cobertura de três planos, e coro alto, cuja balaustrada e grade são dos finais do século XIX. No lado da epístola situa-se uma pia de água benta em cantaria, enquanto que no lado do evangelho destaca-se o púlpito, no estilo neorococó, com a bacia, grade e o baldaquino decorados com talha dourada e policromada. Em cado lado da nave encontra-se um altar lateral facial, inserido num arco de volta perfeita sobre pilastras, com altares e retábulos ornamentados com talha dourada e policromada. A capela-mor tem cobertura em abóbada de berço, revestida com estuques, e está dividida da nave por um arco triunfal em volta perfeita, suportado por pilastras. O altar-mor e o retábulo também estão decorados com talhada dourada e policromada, e incluem um camarim. Os retábulos integram-se no estilo neorococó.
A Nossa Senhora da Piedade é a santa padroeira do concelho de Odemira, sendo alvo de uma grande devoção por parte dos habitantes da região. A romaria realiza-se regularmente em Setembro, sendo considerada como um dos eventos mais importantes no concelho. A procissão parte das ruínas da antiga Ermida de Santa Maria, situada mesmo junto ao rio, e faz o percurso até ao novo templo. Como parte desta cerimónia, é feita uma missa campal no largo em frente da ermida.

## História
A ermida foi edificada entre os finais do século XIX, e os princípios do século XX, para substituir o antigo santuário medieval de Santa Maria, que estava situado junto ao rio, num local muito vulnerável às cheias. Porém, a transferência para o novo templo, num local mais elevado, ainda enfrentou oposição popular.
Durante o século XX a ermida foi alvo de obras de restauro, durante as quais também foram ampliados os anexos.

## Leitura recomendada
- QUARESMA, António Martins (1989). Odemira: Subsídios para uma Monografia. Odemira: Câmara Municipal de Odemira